# Anton Spilker

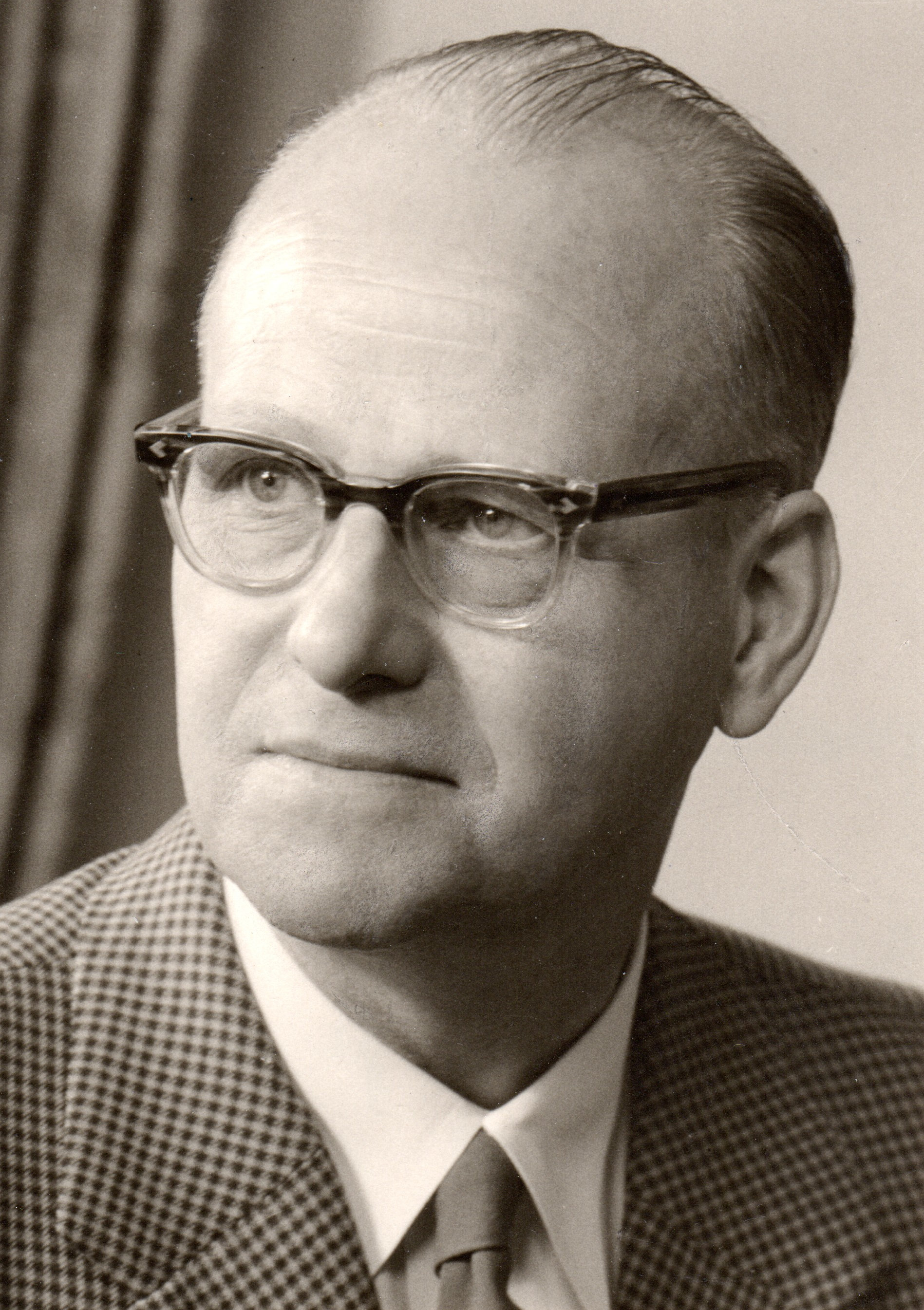
Anton Spilker, 1958

Anton Spilker (* 27. April 1903 in Steinheim, Westfalen; † 17. Februar 1973 in Bad Pyrmont) war ein deutscher Möbelfabrikant, Möbeldesigner, Innenarchitekt und Bildhauer.

## Leben
Anton Spilker wurde als erstes von sieben Kindern des Kunsttischlermeisters und Möbelfabrikanten Anton Spilker und der Ehefrau Luise, geb. Wedegärtner in Steinheim/Westfalen geboren. Wie der Vater (1877–1943) und Großvater (1838–1893) wurde er als Erstgeborener auf den Namen „Anton“ getauft. Der Großvater hatte im Jahr 1864 das Familienunternehmen „Anton Spilker / Fabrik geschnitzter Möbel / Steinheim i. Westf.“ gegründet, welches als „Stammgeschäft der Steinheimer Möbelindustrie“ gilt.
Nach dem Besuch der Rektoratsschule in Steinheim und der Untersekunda am Gymnasium Theodorianum in Paderborn erlernte Anton Spilker ab 1919 den Beruf des Holzbildhauers bei Friedrich Schönlau in Steinheim. Es schloss sich ein Praxisjahr bei der Möbelmanufaktur Ziegenhorn und Jucker, Erfurt an. Ab 1923 konnte sich Anton Spilker im väterlichen Betrieb auch als Tischler und vor allem als Zeichner betätigen, wobei ihn sein Interesse am Möbelentwurf für einige Monate zum Architekten Korn, Rothemühle/Sauerland führte. Für seine berufliche Weiterbildung waren ab Oktober 1926 die Praktika in Berlin entscheidend: bei dem Architekten Richard Reu, im Einrichtungshaus Redelsheimer und bei dem Hoflieferanten C. Prächtel. Gleichzeitig nahm er am Abendunterricht der Kunstgewerbeschule Charlottenburg teil und belegte Kurse der „Vereinigten Staatsschulen für freie und angewandte Kunst“ bei Bruno Paul.
Wirtschaftliche Probleme und familiäre Erschwernisse durch den Tod der Mutter ließen Anton Spilker auf Wunsch des Vaters ab April 1928 wieder nach Steinheim zurückkehren, wo er ihn bei der Geschäftsleitung unterstützte. In der väterlichen Werkstätte bereitete sich der Junior auch auf die Meisterprüfung im Bildhauerhandwerk vor, die er 1930 ablegte. Trotz der fruchtbaren Zusammenarbeit mit dem Vater wirkte sich die Wirtschaftskrise Ende der 20er Jahre auf den väterlichen Betrieb mit seinen rund 20 Mitarbeitern existenzbedrohend aus. Diese Situation ließ Anton Spilker 1931 wieder nach Berlin ausgerechnet während der größten Arbeitslosigkeit zurückkehren, wo er trotz seiner früheren Verbindungen keine adäquate Arbeit finden konnte; Gelegenheitsarbeiten wie das Restaurieren von alten Möbeln wurden ausgeübt. Am 27. Februar 1932 heiratete Anton Spilker Elsa Ondrusch aus Leobschütz/Oberschlesien, die ebenfalls aus einer Tischler- und Bildhauerfamilie stammte.
Als sich ab 1933 die allgemeinen Verhältnisse stabilisierten, machte sich Anton Spilker als Innenarchitekt selbständig und eröffnete ab Oktober 1934 zusammen mit seiner Frau das Möbelgeschäft „Heimkultur“ am Kaiserdamm 24 in Berlin-Charlottenburg. Das Geschäft entwickelte sich in sechs Jahren erfolgreich. Wegen Anton Spilkers Einzug zur Wehrmacht im November 1940 wurde es geschlossen.
Anton Spilker überstand den Krieg und kam am 28. Juni 1945 aus sowjetischer Gefangenschaft zurück nach Steinheim. Hier war der Vater im Frühjahr 1943 gestorben, auch war inzwischen die Ehefrau Elsa mit der im Jahre 1937 geborenen Tochter Ursula von Berlin nach hierhin gezogen.
Als Nachfolger seines Vaters setzte Anton Spilker den Betrieb, der während des Krieges brach gelegen hatte, wieder in Gang. Zunächst wurden einfache Notmöbel für die Besatzungsmacht nach den Vorschriften der strengen Zwangswirtschaft gefertigt. Erst mit der Währungsreform im Juni 1948 konnte er zur Produktion von hochwertigen Möbeln übergehen.
Anton Spilker knüpfte an die schon vor dem Krieg angebotenen reich geschnitzten Stil-Einzelmöbel an, die er selbst in den Jahren 1936–1937 von Berlin aus für den Steinheimer Betrieb entworfen hatte. Nun überarbeitete er sie nach dem Vorbild des „Aachen-Lütticher Barock“. Der Verkauf entwickelte sich erfolgreich.
Um der Nachfrage gerecht zu werden, wurde die Kapazität der Fabrik erweitert. 1952/53 entstand im neuen Industriegebiet der Stadt Steinheim ein modernes Betriebsgebäude, wobei die Belegschaft zunächst auf rund 50 Mitarbeiter anwuchs. Noch zwei Erweiterungen folgten 1958 und endgültig in den Jahren 1962/63 mit einem Werkskomplex in L-Form.
Am 6. Oktober 1956 verstarb Elsa Spilker, die ihrem Ehemann in den Jahren des Aufbaus in Berlin und in Steinheim zur Seite gestanden hatte.
Zu diesem Zeitpunkt war bei der schnell gewachsenen Betriebstätigkeit eine Anpassung in der Unternehmensstruktur eingeleitet. Anton Spilker hatte bei der Übertragung von Aufgaben auf verantwortliche Mitarbeiter für sich selbst den Entwurf und die Weiterentwicklung der Stilmöbel in Aachen-Lütticher Barock, Gestaltung von Verkaufsunterlagen und die Akquisition bei den Händlerkunden vorbehalten.
Anton Spilker heiratete am 17. Juli 1960 Cäcilia Beller. 1963 wurde der Sohn Antonius geboren.
Die größte Betriebsleistung des Unternehmens wurde in den Jahren 1965/66 mit 114 Mitarbeitern und 40 freiberuflichen Holzbildhauern erreicht. Das Marktgeschehen hatte sich in diesen Jahren fast unbemerkt gewandelt: der „Verkäufermarkt“ war zum „Käufermarkt“ geworden. Ein Umdenken war erforderlich, auf das man wenig vorbereitet war.
Tochter Ursula war als Holzbetriebstechnikerin und Innenarchitektin im Jahre 1965 noch während der Boomphase in dem Unternehmen mit tätig geworden.
Anton Spilker erlebte Anfang der 1970er Jahre noch die Anzeichen der Rezession durch die Stagnation des Verkaufs. Als er am 17. Februar 1973 verstarb, konnte er sich jedoch noch ohne Einschränkung an dem Erfolg seiner Lebensleistung erfreuen.

## Schaffen
Anton Spilker zeigte schon als Kind besonderes Talent zum Zeichnen, auch betätigte er sich gerne intensiv damit. Viel Anregung dazu wurde ihm zweifellos beim Aufwachsen in enger Verbindung mit der Möbelwerkstätte zuteil, wo sein Vater viel Zeit am Zeichentisch mit dem Entwurf und der Detaillierung der anzufertigenden Möbel verbrachte.

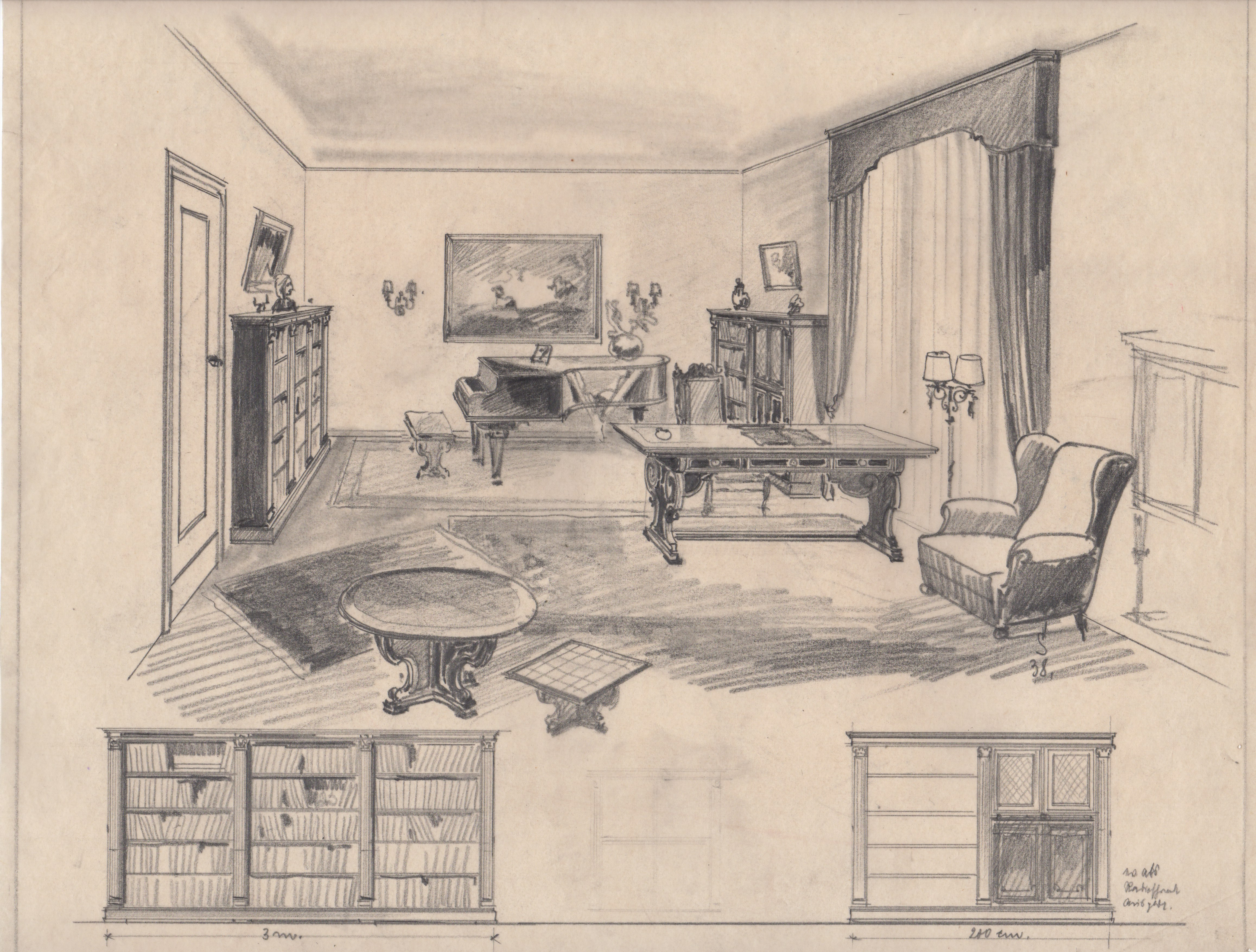
Perspektive Wohnraum altdeutsch, 1938

Es war charakteristisch, dass sich Anton Spilker ab 1919 bei der Berufswahl für das Handwerk des Holzbildhauers entschied. Hier wollte der junge Aspirant die ornamentale Formensprache der bekannten Möbelstilarten erlernen und die Kunstfertigkeit zur Nachbildung erlangen. Nach der handwerklichen Lehre erwies sich die spezielle Auswahl seiner Praktika und Tätigkeiten als geeignet, sein Können in Praxis und Theorie zu vertiefen und zu ergänzen. Er nutzte die gebotenen Chancen sehr bewusst und erbrachte viel Eigeninitiative, um seinen künstlerischen Ambitionen vor allem bei Entwürfen zu folgen.
Ab 1926 in Berlin – während der „goldenen Zwanziger“ – konnte der angehende Innenarchitekt und Möbeldesigner durch seine Stellung bei Architekten, im Möbelhandel und Ladenbau seine berufliche Erfahrung noch erweitern. Die Auftraggeber waren noch stark mit den Stil-Möbelformen aus der Tradition des Historismus behaftet, jedoch gewannen die neuen Entwicklungen wie „Art déco“ und „Bauhaus-Stil“ an Einfluss. Anton Spilker stand im Mittelpunkt der Diskussion – in seiner Berufspraxis und als Studierender der Berliner Institute – mit den neuen Gestaltungsprinzipien. Gerade als Bildhauer und Kenner der historischen Ornamentstile widmete er sich neben den Stil-Entwürfen auch gerne dem Art déco, der an seine Kreativität und seinen Kunstsinn appellierte. So entwarf Anton Spilker in diesem dekorativen Stil einige markante Einzelmöbel und Einrichtungsensembles, – etwa im Jahre 1930 die Kommunionbank in der kath. Pfarrkirche zu Steinheim. Im Jahre 1930 stellte Anton Spilker sein Können als Bildhauer in der Meisterprüfung mit den Gesamturteil „sehr gut“ unter Beweis. Als Meisterstück reproduzierte er die überlebensgroße spätgotische Figur „Madonna mit Kind“ an der Giebelschauseite des Schlosses Thienhausen bei Steinheim.
Im wirtschaftlichen Aufschwung ab 1933 erlebte Anton Spilker eine neue Herausforderung durch sein Möbelgeschäft „Heimkultur“. Das Angebot bestand aus hochwertigen Stilmöbeln von namhaften Herstellern und der väterlichen Kunsttischlerei in Steinheim. Als Innenarchitekt bot Anton Spilker den Kaufinteressenten eine umfassende Einrichtungsberatung an, die oft direkt in den Häusern der Kunden erfolgte. Mit anschaulichen Raumperspektiven konnte er manchen großen Auftrag gewinnen. Die erfolgreiche Geschäftstätigkeit beruhte zum großen Teil auf Weiterempfehlung.
Anton Spilker hatte für seinen Vater, der in der Steinheimer Kunsttischlerei ebenfalls ein Aufwärts erlebte, den Entwurf und die Detaillierung von neuen Fertigungsmodellen von Berlin aus übernommen. Ein lebhafter Austausch entwickelte sich, wobei Entwurfs- und Fertigungszeichnungen von Berlin nach Steinheim gesandt wurden. Unterschiedliche neue Modelle und Programme wurden kreiert, die gute Verkaufsaussichten versprachen. Jedoch erst im Jahre 1936 bahnte sich ein durchschlagender Erfolg an.

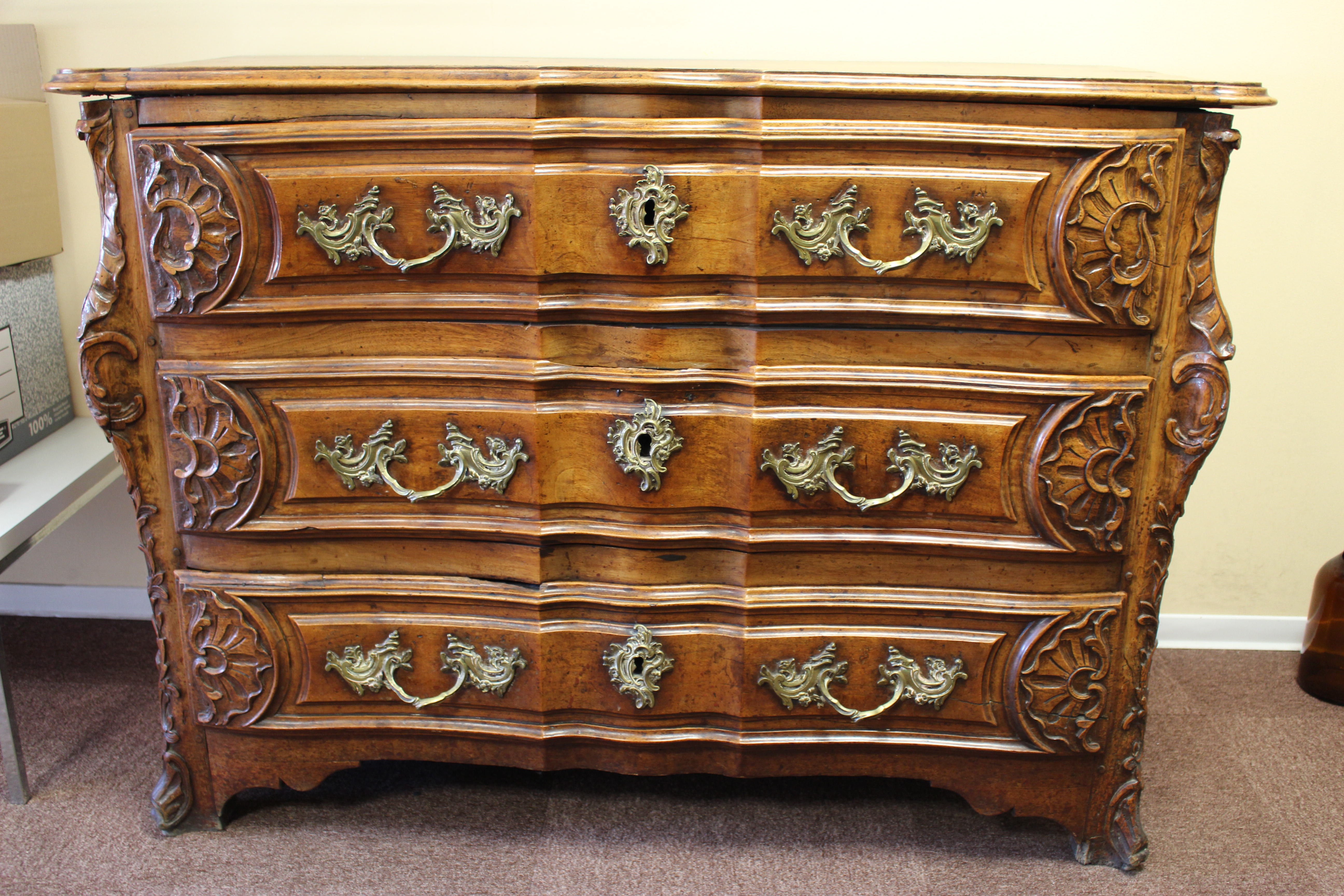
Kommode im Stil Louis XV.

Die für beste kunsthandwerkliche Arbeit bekannte Möbelwerkstätte in Steinheim erhielt von Möbelhändlern im rheinisch-westfälischen Raum die Empfehlung, reich geschnitzte Einzelmöbel in Eiche massiv „nach belgischem Vorbild im Stil Louis XV“ zu entwickeln. Der Vater beauftragte Anton Spilker in Berlin, der für die verfeinerte Barock-/Rokoko-Ornamentik eine Vorliebe hegte, mit dem Entwurf. Die Kunsttischlerei in Steinheim entwickelte umgehend die Prototypen mit den besten Bildhauern vor Ort. Die Aufträge von namhaften Stilmöbelhäusern aus deutschen Großstädten folgten auf dem Fuße. Im Frühjahr 1939 erschien ein Katalog mit einer Auswahl an reich geschnitzten Einzelmöbeln: Kommoden, Spiegel, Sekretäre usw. Aller hoffnungsvoller Betriebsamkeit setzte dann der Zweite Weltkrieg ein jähes Ende.
Nach Übernahme des väterlichen Betriebes konnte Anton Spilker erst 1948 mit der Währungsreform an die Verwirklichung der Pläne denken, die er mit der Weiterführung der von seinem Großvater im Jahre 1864 gegründeten „Fabrik geschnitzter Möbel“ verband. In dieser Situation war es selbstverständlich, dass er die in der Vorkriegszeit so erfolgreiche „Belgische Kollektion“ ausbaute. Schließlich hatte er selbst von Berlin aus diese Möbel bis ins Detail gestaltet. Nun überarbeitete er sie von Grund auf und gab sie unter der Stilbezeichnung „Aachen-Lütticher Barock“ heraus. Er stützte sich dabei auf kunsthistorische Literatur, vor allem auf das Werk von Paul Schoenen „Aachener und Lütticher Möbel des 18. Jahrhunderts“.

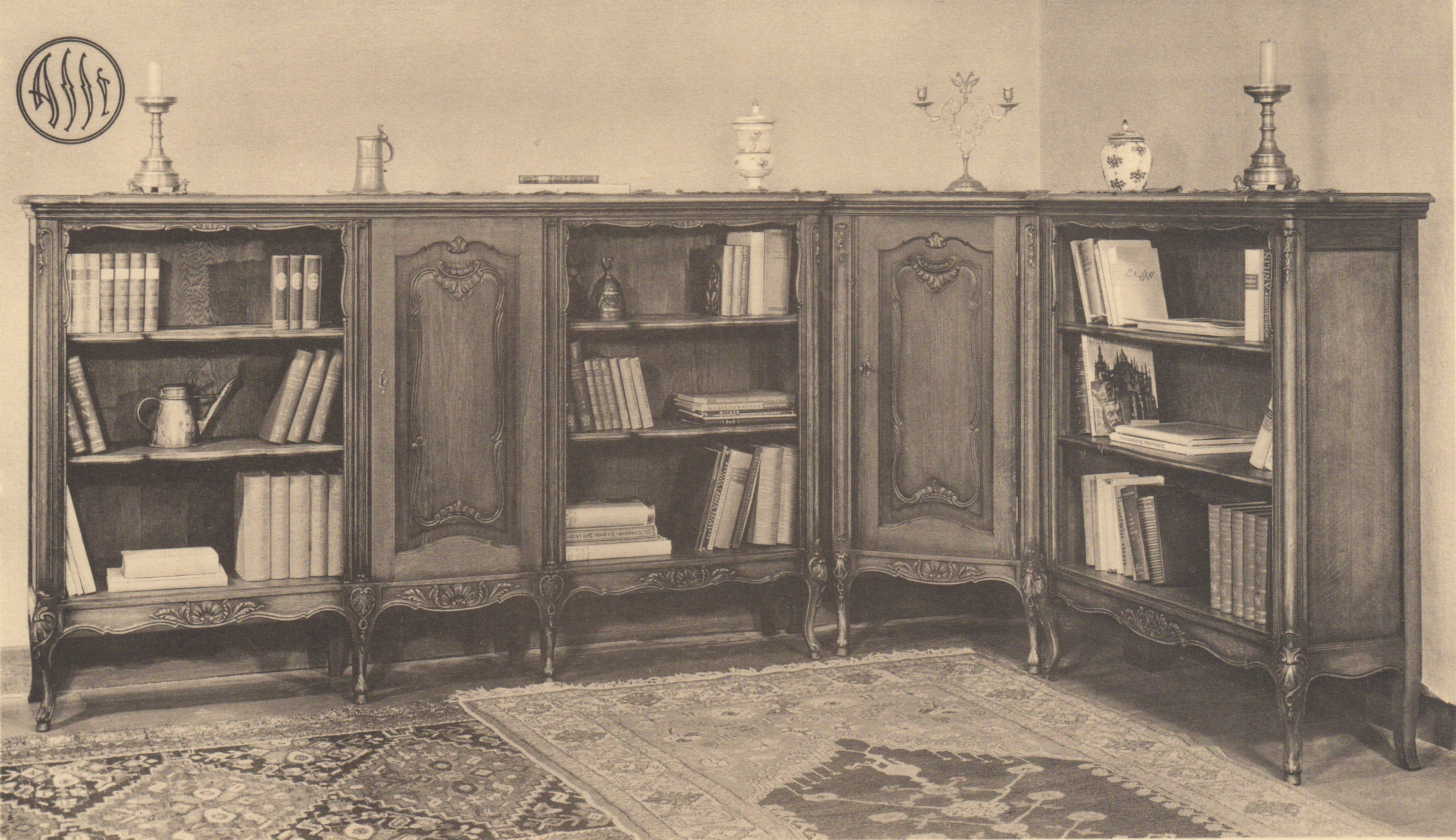
Anbaureihe Regale und Schränke Aachen-Lütticher Barock, ab 1955

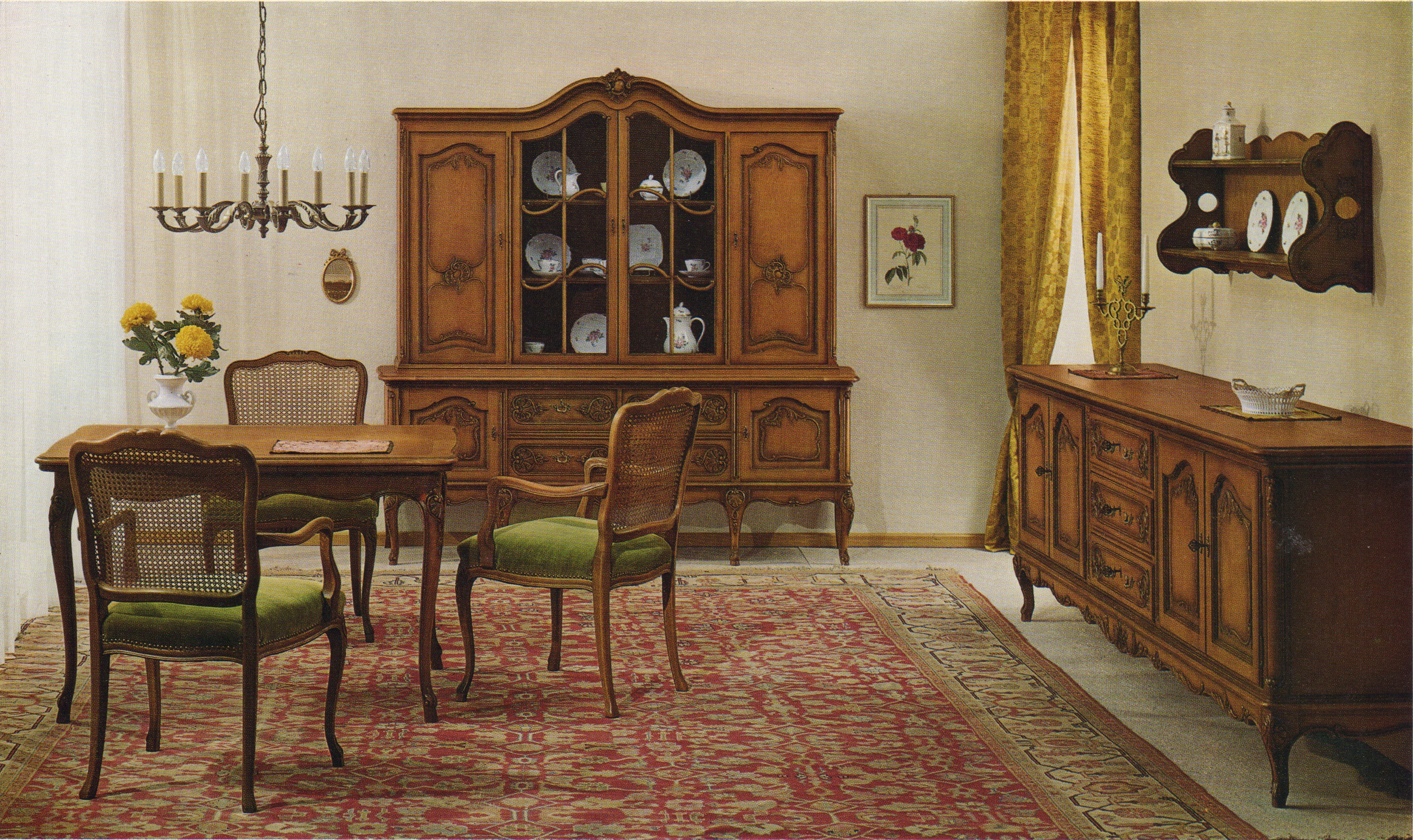
Speisezimmer Aachen-Lütticher Barock, ab 1958

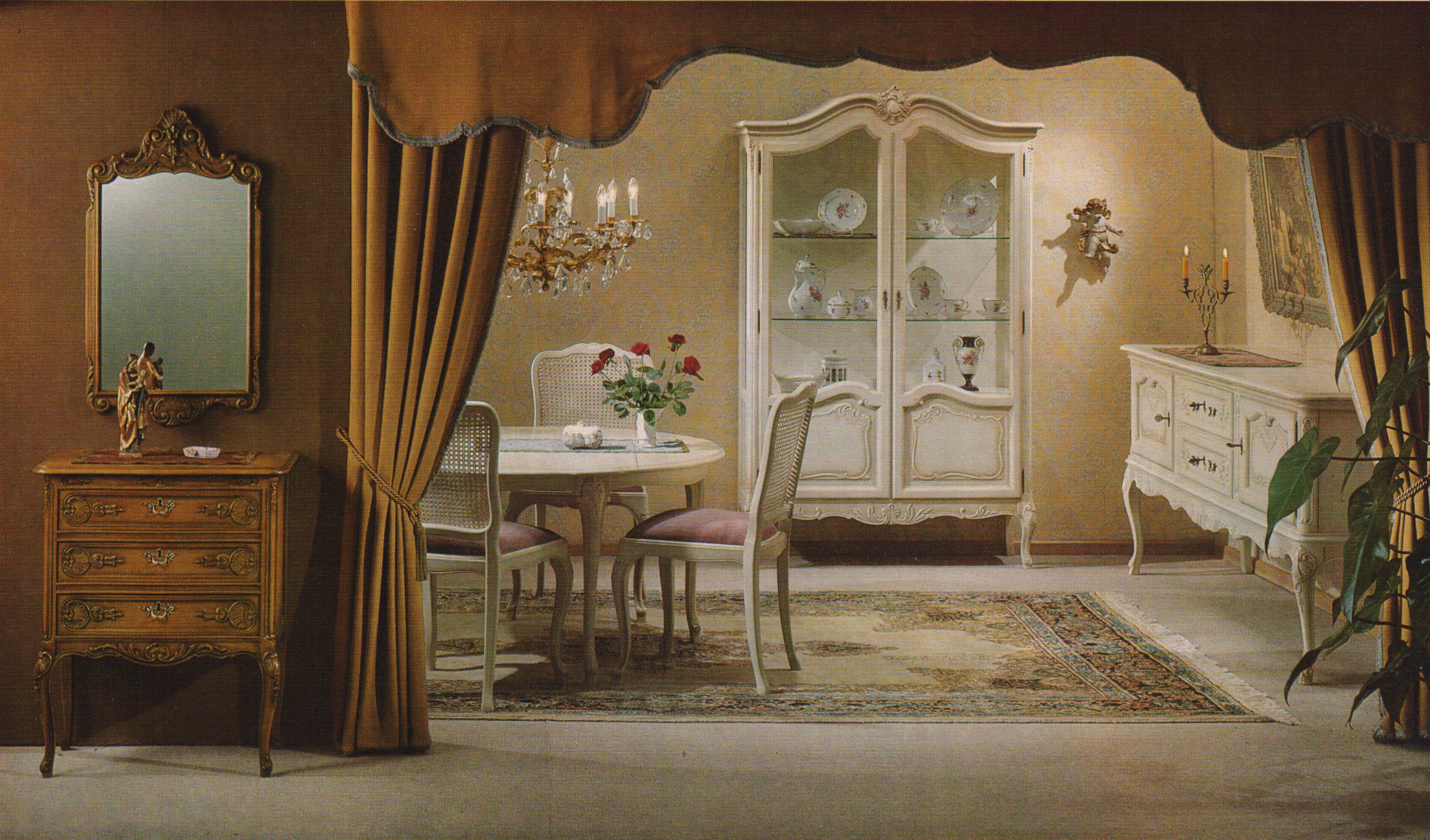
Speisezimmer Schleiflack, Kommode u. Spiegel Eiche, Aachen-Lütticher Barock, ab 1965

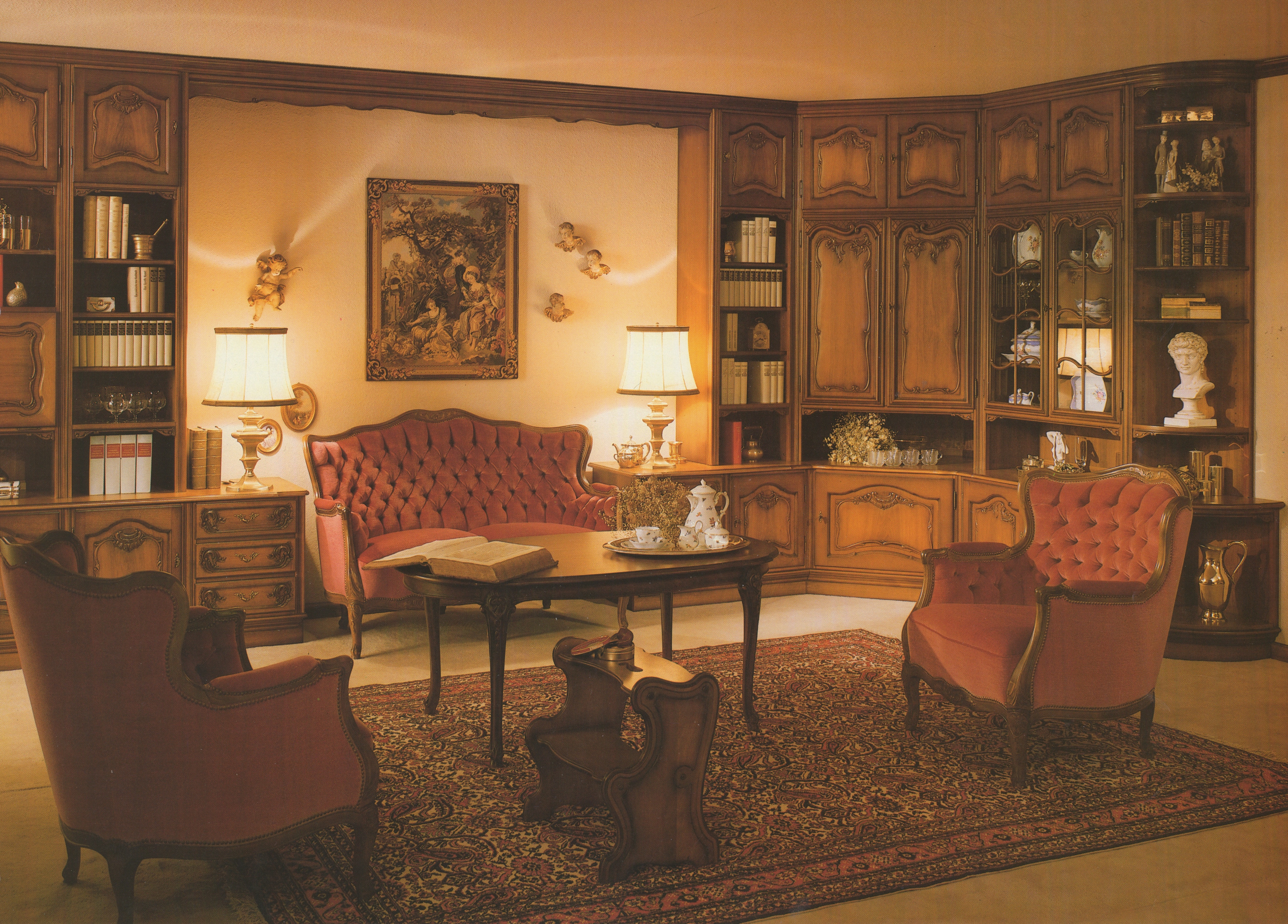
Wohnzimmer Polstergarnitur mit Schrankwandumbau Aachen-Lütticher Barock, ab 1968

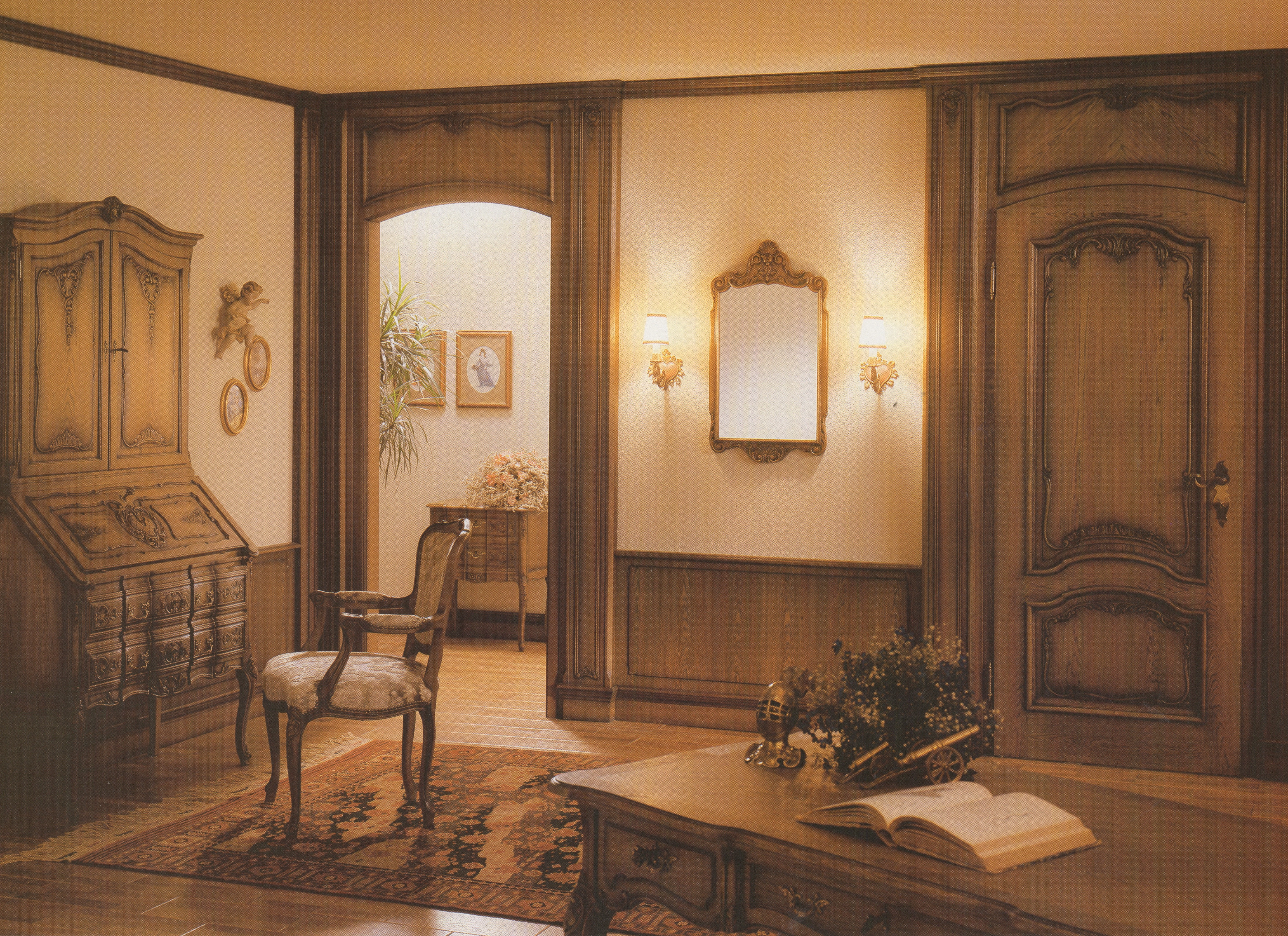
Dielen-Innenausbau und Einzelmöbel Aachen-Lütticher Barock, ab 1975

Anton Spilker schuf in den drei nachfolgenden Jahrzehnten das umfassende Stil-Einrichtungsprogramm in „Aachen-Lütticher Barock“. Es war in der dekorativen Formgebung deutlich dem historischen Stil des Aachen-Lütticher Barock nachempfunden, berücksichtigte aber voll die modernen Einsatzmöglichkeiten. Diese Entwicklung ergab sich weniger durch bewusste Planung des Entwerfers, sie wurde vielmehr von den Auftraggebern durch Hinweise und Wünsche in den Verkaufsgesprächen veranlasst. So stand schließlich dem Kunden ein Angebot zur Verfügung, das bezüglich der Typenauswahl und Verwendbarkeit unbedingt den Produkten gleichkam, die in schlichter moderner Formgebung immer größere Bedeutung gewannen.
Ebenso konsequent wie bei der Standardisierung der Modelltypen wurden bei den Spilker-Stilmöbeln in Aachen-Lütticher Barock moderne Fertigungsmethoden angewandt und neuzeitliche Materialien eingesetzt. Ohne maschinelle Vorarbeit von Profilen, Schweifungen, konstruktiven Verbindungen u. a. wäre auch schon in den 1950er Jahren eine moderne Serien-Möbelproduktion nicht denkbar gewesen.
Die herausgegebenen Kataloge spiegeln die Entwicklung der Spilker-Stilmöbel in Aachen-Lütticher Barock anschaulich wider. Um 1950 beinhaltete das Angebot noch circa 50 Modelle: Kleinmöbel wie Kommoden, Spiegel, Konsolen, Hutböden, Schirmständer, Wandschränke, Wandboards, Standuhren, Schreibtische, Sekretäre, Regale, Schränke, Kleintische.
Um 1955 war das Angebot bedeutend erweitert mit vielfältigen Modellen zur Einrichtung von Speise- und Wohnzimmern: Anrichten, Vitrinen, Esstische, standardisierte Wohnzimmerschränke mit großer Auswahl an Ausstattungen, Couchtische, Musiktruhen und Fernsehschränke zur Kaschierung der damaligen unförmigen Geräte.
Um 1960 hatte im modernen Bereich die Schrankwand Einzug gehalten, auch die Firma Anton Spilker zog nach. Bei der Vielzahl der geschnitzten Türen und Schubkästen bei einer Schrankwand fielen die hohen Preise besonders stark ins Gewicht. Anton Spilker entwickelte eine schlichtere Variante der Fronten, die er nach Vorbildern im „Lothringer Barock“ entwarf. Diese Variante harmonierte in der schlichteren, jedoch nah verwandten Formgebung mit den übrigen Möbeln in Aachen-Lütticher Barock.
Um 1965 hatten die individuellen Schrankwandkombinationen bereits einen großen Anteil des Umsatzes eingenommen. Es entstanden Schrankwände, nicht nur von Wand zu Wand und von Fußboden zur Decke, sondern auch mit Ecklösungen, Überbauten von Sofanischen oder Zimmertüren, sowie viele Anpassungen an vorhandene Räume nach genauer Maßaufnahme.
In den 1970ern stand ein komplettes Innenausbau-Programm einschließlich Zimmertüren und Wandvertäfelungen zur Verfügung, ebenso das Schlafzimmer in Aachen-Lütticher Barock mit der unbegrenzt anpassungsfähigen Kleiderschrankwand, mit Betten, Nachttischen und sonstigem Zubehör.
Ab Ende der 50er Jahre war immer häufiger grundsätzliche Kritik an Stilmöbeln laut geworden. Um die Wertschätzung von Stilmöbeln zu stärken, wurde im November 1958 der „Arbeitskreis Deutsche Stilmöbel“ ins Leben gerufen. Anton Spilker war einer der sieben Mitbegründer. Ziel der Gemeinschaft war, „die stilvollen Wohnformen historischer Kunstepochen zu pflegen, um sie für Gegenwart und Zukunft zu erhalten.“ Das Konzept war überzeugend, und die Werbung in den maßgeblichen Wohnzeitschriften verfehlte ihre Wirkung nicht.
Die Spilker-Stilmöbel in Aachen-Lütticher Barock wurden innerhalb des Arbeitskreises von Beginn an als besonders beispielhaft für qualitativ hochwertige Stilmöbel betrachtet. Zu seiner Lebenszeit hat sich Anton Spilker als aktives Mitglied gezeigt und stand immer zur Verfügung, wenn es um die Interessen der Stilmöbelhersteller-Gemeinschaft ging.
Jedoch schon Anfang der 1970er Jahre wurde allmählich deutlich, dass generell der Zuspruch für Stilmöbel nachließ. Die später stärker einsetzenden Absatzprobleme der Stilmöbelindustrie hat Anton Spilker nicht mehr erlebt.
Zum Tode von Anton Spilker am 17. Februar 1973 findet man nicht nur in der regionalen Presse, sondern auch in den Fachorganen ausführliche Würdigungen.
Im MÖBELMARKT heißt es in dem Nachruf des Arbeitskreises Deutsche Stilmöbel e. V., Detmold: „Mit ihm verlieren wir und die deutsche Möbelindustrie einen Mann, dessen Lebenswerk unsere Zeit reicher machte. Mit seinen im Geiste des Aachen-Lütticher Barock geschaffenen Möbeln hat er sich ein bleibendes Denkmal gesetzt.“

## Nachtrag
Anton Spilker hatte seine beiden Kinder Ursula und den noch minderjährigen Sohn Antonius als Erben eingesetzt. Es wurde eine GmbH & Co. KG gegründet mit Ursula Spilker als Geschäftsführerin.
Die Jahre nach Anton Spilker waren durch fortschreitende Absatzprobleme gekennzeichnet. Die gesamtwirtschaftlichen Auswirkungen auch infolge der Ölkrisen der 1970er Jahr erfassten ebenso die Einrichtungsbranche im westdeutschen Raum – und in besonderem Maße die Stilmöbelindustrie.
Es fand ein allgemeiner Geschmackswandel statt, die neue Käufer-Generation bevorzugte mehr die schlichte moderne Formgebung. Außerdem waren bei dem typisch höheren handwerklichen Anteil der reich gestalteten Möbelformen die Kosten und damit die Preise überproportional gestiegen – eine Folge der rasanten Lohnsteigerungen in den 1960er bis 80er Jahren bei gleichzeitigem Rückgang der Stückzahlen.
Eine fatale Situation, die für die Firma Anton Spilker zur Konkurseröffnung am 16. Oktober 1986 führte. Der Polstermöbelfabrikant Ludwig Finkeldei, Nieheim übernahm die Firma und bot die Spilker-Stilmöbel weiter an, bis das Unternehmen 1992 an eine andere Gesellschaft mit abweichenden Programmvorstellungen überging.